# Tampilisan
Tampilisan est une localité de la province de Zamboanga du Nord, aux Philippines. En 2015, elle compte 24 307 habitants.